# Gowd Band
Gowd Band (persiska: گود بند, Gūdband, سر بیشه سفلی) är en ort i Iran.   Den ligger i provinsen Kohgiluyeh och Buyer Ahmad, i den centrala delen av landet, 500 km söder om huvudstaden Teheran. Gowd Band ligger 1 629 meter över havet och antalet invånare är 151.
Terrängen runt Gowd Band är kuperad åt nordost, men åt sydväst är den bergig. Runt Gowd Band är det ganska glesbefolkat, med 47 invånare per kvadratkilometer. Närmaste större samhälle är Dīshmūk, 6,5 km nordost om Gowd Band. Omgivningarna runt Gowd Band är i huvudsak ett öppet busklandskap.